# ОШ „Бранко Радичевић” Поповац
ОШ „Бранко Радичевић” у Поповцу је једна од установа основног образовања на територији општине Параћин.
Школство у Поповцу датира из 19. века, а данас је чине школе у шест села североисточног дела општине Параћин: матична школа у Поповцу и пет издвојених одељења у селима Буљане, Стубица, Забрега, Бошњане и Шалудовац. Прве школе су носиле различите називе. Тако се школа у Стубици половином 20. века звала „Светозар Марковић”, школа у Поповцу „25. мај”, а школа у Буљану „Бранко Радичевић”. Интеграција ових школа је извршена 1969. године, када све школе мењају назив у „25. мај”. Од 1993. године, школа поново мења име, и зове се Бранко Радичевић.
Школа у Поповцу је првобитно постојала у близини старе фабрике цемента, на самом улазу у Поповац из правца Параћина, да би нова  двоспратна школска зграда, у којој се данас одвија настава, почела је да се гради 1962. године и почела са радом 1964. године.
Матична школа у Поповцу има шест класичних и шест специјализованих учионица, кабинет за техничко образовање са радионицом, информатички кабинет, просторију за предшколце, салу за физичко васпитање и ђачку кухињу са трпезаријом. Школа има велико школско двориште, на коме су травњаци, воћњак, три спортска терена, за мали фудбал, кошарку и одбојку.
Добитник је Републичке награде „25. мај”, за изузетне доприносе у образовању и васпитању.